# Том Дејли
Томас Роберт „Том“ Дејли (енгл. Thomas Robert "Tom" Daley; Плимут, 21. мај 1994) елитни је британски скакач у воду. Његова специјалност су углавном скокови са торња са висине од 10 метара, углавном у појединачној конкуренцији.
Са тренирањем скокова у воду започео је још као седмогодишњи дечак у локалном скакачком клубу у Плимуту, а већ са 9 година почео је озбиљније да се такмичи на националним турнирима. Са непуних 14 година Дејли је 2008. освојио титулу националног првака Велике Британије у скоковима са торња, поставши тако најмлађим скакачем који је остварио тај резултат у Великој Британији. Учествовао је на Летњим олимпијским играма 2008. у Пекингу где је био убедљиво најмлађи члан британске олимпијске репрезентације. Већ наредне године на светском првенству у Риму освојио је титулу светског првака у истој дисциплини.
Прву олимпијску медаљу освојио је на ЛОИ 2012. у Лондону где је у појединачним скоковима са торња заузео треће место. Четири године касније, на Играма 2016. у Рију осваја бронзану медаљу у пару са Данијелом Гудфелуом у синхронизованим скоковима са торња.
На светском првенству 2015. у руском Казању освојио је две медаље, златну у екипној конкуренцији (заједно са Ребеком Галантри) и бронзу у појединачним скоковима са торња. Две године касније на светском првенству у Будимпешти освојио је златну медаљу у скоковима са торња, а у пару са Грејс Рид и сребро у микс скоковима са даске.
Од децембра 2013. у вези је са америчким сценаристом, режисером, продуцентом и активистом за ЛГБТ права Дастином Ленсом Блеком, а пар се венчао у мају 2017. године у дворцу Боуви у грофовији Девон. У јуну 2018. пар је добио сина Роберта Реја.